# Luis Peñaherrera
Luis Alhiere Peñaherrera Pérez (Pucallpa, 10 de agosto de 1995) es un futbolista  peruano. Juega de delantero y actualmente juega por la Escuela Municipal de Tournavista que participa en la Copa Perú

## Trayectoria
Fue fichado por Sport Loreto llegando a ser campeón en la Copa Perú 2014.
En 2017 jugó con el club Colegio Comercio.
Ese mismo año, más tarde, fichó por el club Comandante Alvariño para jugar la Copa Perú 2017 e hizo historia en el Club.
Un año después, regresaría al club Colegio Comercio. donde en la Copa Perú 2019 y en la Copa Perú 2021, fuera uno de los más destacados.

## Clubes
| Club                             | País | Año         |
| -------------------------------- | ---- | ----------- |
| Sport Loreto                     | Perú | 2013 - 2016 |
| Colegio Comercio                 | Perú | 2017        |
| Comandante Alvariño              | Perú | 2017        |
| Colegio Comercio N° 64           | Perú | 2018 - 2023 |
| Escuela Municipal de Tournavista | Perú | 2024        |

## Palmarés

### Campeonatos nacionales
| Título    | Club         | País | Año  |
| --------- | ------------ | ---- | ---- |
| Copa Perú | Sport Loreto | Perú | 2014 |